# Ligao City
Ligao (offiziell: City of Ligao, Filipino: Lungsod ng Ligao) ist eine philippinische Stadt in der Provinz Albay. Sie hat 111.399 Einwohner (Zensus 1. August 2015). Die Einwohner nennen sich Ligaoeños. Teile des Mayon-Volcano-Nationalparks liegen auf dem Gemeindegebiet. Eine regelmäßige Eisenbahnverbindung besteht zwischen Manila und Ligao City, sie wird von der Philippine National Railways betrieben.

## Geschichte
Der Name Ligao leitet sich von dem Wort ticau aus der Sprache der Einheimischen für einen einst verbreitete Baumart, deren giftige Blätter zum Fischfang in den Flüssen und Bächen verwendet wurden. Die meisten Ligaoeños gehen jedoch davon aus, dass der Name von dem Wort licau abgeleitet wurde, was so viel bedeutet wie „einen Umweg nehmen“ oder vom „regulären Weg abkommen“ bedeutet.
Ligao entstand im 16. Jahrhundert als kleine Siedlung mit dem Namen Cavasi. Durch Zuwanderung aus den umliegenden Siedlungen wuchs die Einwohnerzahl. In der Folge entstanden Machtkämpfe zwischen ambitionierten und aggressiven Anführern, die die Siedlung unterteilten. Es entstanden fünf Teile die von den maginoos (Häuptlingen) angeführt wurden. Die Namen der Häuptlinge waren Pagkilatan, Maaban, Sampoñgan, Makabongay und Hokoman. Der Frieden konnte erst wiederhergestellt werden, als der Häuptling Pagkilatan mit Zustimmung der anderen Häuptlinge zum obersten Anführer der gesamten Siedlung bestimmt wurde.
Als Barrio von Polangui wurde der Ort 1606 gegründet. 1665 kam Ligao zum Verwaltungsgebiet von Oas und wurde 1666 schließlich selbstständige Stadtgemeinde.

## Baranggays
Ligao City ist politisch in 55 Baranggays unterteilt.
| - Abella - Allang - Amtic - Bacong - Bagumbayan - Balanac - Baligang - Barayong - Basag - Batang - Bay - Binanowan - Binatagan (Pob.) - Bobonsuran - Bonga - Busac - Busay - Cabarian - Calzada (Pob.) | - Catburawan - Cavasi - Culliat - Dunao - Francia - Guilid - Herrera - Layon - Macalidong - Mahaba - Malama - Maonon - Nasisi - Nabonton - Oma-oma - Palapas - Pandan - Paulba | - Paulog - Pinamaniquian - Pinit - Ranao-ranao - San Vicente - Santa Cruz (Pob.) - Tagpo - Tambo - Tandarora - Tastas - Tinago - Tinampo - Tiongson - Tomolin - Tuburan - Tula-tula Grande - Tula-tula Pequeño - Tupas |